# Fée Éric
 (novembre 2013).
Si vous disposez d'ouvrages ou d'articles de référence ou si vous connaissez des sites web de qualité traitant du thème abordé ici, merci de compléter l'article en donnant les références utiles à sa vérifiabilité et en les liant à la section « Notes et références ».
Fée Éric est une comédie de situation québécoise créée par Émilie Gauvin, Catherine Paré, François-Étienne Paré, Yann Tanguay, Alexandre Villeneuve et Pierre-Yves Bernard, réalisée par Martine Boyer et diffusée entre le 15 février 2012 et le 2 avril 2014 sur VRAK.TV.

## Synopsis
À 929 ans, le «jeune» Fée Éric décide qu'il en a assez du monde des fées et veut maintenant vivre sur Terre. Mais pour y arriver, il doit absolument «marrainer» un humain. Il jette son dévolu sur Béatrice Béliveau, 15 ans, une fille dynamique et pleine de leadership! Béatrice, elle, ne se doute pas que sa vie s'apprête à changer du tout au tout. En plus de devoir vivre avec son nouveau fée un peu maladroit, elle quitte la campagne pour la ville et habite désormais chez Steeve, son meilleur ami. C'est là qu'elle pourra enfin, avec l'aide de ses amis et de la magie pas toujours bien maîtrisée d'Éric, réaliser un super projet : redémarrer un vieux cinéma abandonné!

## Distribution

### Personnages principaux
- Émile Schneider (Saison 1) : Fée Éric
- Pierre Luc Houde (saison 2) : Fée Éric
- Didier Lucien (saison 3) : Fée Éric
- Gabrielle Fontaine : Béatrice Béliveau
- Lou-Pascal Tremblay : Steeve Frenette
- Benjamin Chouinard : Guylain-Guy Guay
- Audrey Guériguian : Vanessa Pelletier-Brodeur
- Marie-Philippe Généreux : Élisabeth Frenette

### Invités
- Mikhail Ahooja (Saison 1, épisode 2) : Keven - Chum de Béatrice vivant à St-Ferdinand.
- Véronique Clusiau (Saison 1, épisode 3) : Journaliste-Caméraman - Journaliste lors de la réouverture du cinéma Le Météor.
- Éric Salvail (Saison 1, épisode 4) : Éric Salvail - Vedette sauvée par Éric.
- Julien Hurteau (Saison 1, épisode 6) : Maxime - 500e spectateur du Météor.
- Tania Lapointe-Dupont (Saison 1, épisode 7) : Vanessette 1 - Membre du groupe sélect d'amies de Vanessa.
- Roseline Laberge (Saison 1, épisode 7) : Vanessette 2 - Membre du groupe sélect d'amies de Vanessa.
- Ariane Trépanier (Saison 1, épisode 7) : Vanessette 3 - Membre du groupe sélect d'amies de Vanessa.
- Luc Guérin (Saison 1, épisode 9) : Directeur - Directeur de l'école secondaire.
- Martine Francke (Saison 1, épisode 10) : Mme Dagenais - Représentante du club optimiste.
- Pierre-Luc Lafontaine (Saison 1, épisode 11) : Deacon Fitzmartin - Correspondant de Vanessa.
- Maude Carmel-Ouellet (Saison 1, épisode 12) : Océane - Collègue de classe et première amourette d'Éric.
- Roxan Bourdelais (Saison 1, épisode 13) : Jonathan - Footballeur et nouveau chum de Béatrice.
- Caroline Lavigne (Saison 1, épisode 13) : Responsable - Responsable du quiz « Génies en Nerds ».
- David Savard (Saison 1, épisode 14) : M. Lacasse - Inventeur du «Banana Splite La Pelure 3000» et président de la compagnie qui le fabrique.
- Philomène Lévesque-Rainville (Saison 1, épisode 15) : Fée Licité - Fée gentille du Pays des Fées, admiratrice d'Éric.
- Catherine Brunet (Saison 2, épisode 16) : Mia - Collègue de classe de la gang et conquête de Steeve.
- Micheline Bernard (Saison 2, épisode 18) : Mme De L'Épine - Organisatrice d'un gala canin.
- Pierre Collin (Saison 2, épisode 18) : Pépé P-P Guay - Grand-père de Guylain-Guy Guay.
- Pierre-Alexandre Fortin (Saison 2, épisode 19) : Sifflet - Prof de l'école secondaire et conquête de Martine.
- Jacques Rossi (Saison 2, épisode 19) : Dracula - Dracula.
- Fabien Cloutier (Saison 2, épisode 20) : Snake - Membre du groupe heavy métal «Les Tympans Perforés».
- Stephane Bellavance : Lui-même
- Louis-David Morasse : Steamer

### Acteurs récurrents
- Nathalie Cavezzali : Martine - Mère de Steeve et d'Élisabeth. (saison 1 et 2)
- Nico Gagnon : Rodrigue Béliveau - Père de Béatrice. (saison 1 et 2)
- Vincent Bilodeau : Monsieur Paquette (Octave) - Propriétaire du cinéma Le Météor. (Saison 1)
- Martin Gougeon : Commis - Commis du magasin «Le Roi de la patente à gosse». Dans la saison 2, il devient employé du restaurant «Les Restants». (saison 1 et 2)
- Philippe Lambert : Joël Culturel - Chroniqueur culturel et journaliste. (saison 1 et 2)
- Éric Iachetta : Rudolph - Collègue de classe. (Saison 1)
- Mélissa Dion Des Landes : Fée Ross - Méchante fée, dirigeante du Pays des Fées. (Saison 1)
- Yann Tanguay : Frisé - Mafioso maladroit. (Saison 2)
- Danielle Fichaud : Maman - Mère du commis et propriétaire du magasin «Le Roi de la patente à gosse» et du restaurant «Les Restants». (Saison 2)
- Mylène St-Sauveur : Carolanne - elle veut être la "best" de Vanessa, elle est la blonde de Guylain-Guy Guay (G.G) (Saison 2)

## Fiche technique
- Titre original : Fée Éric
- Société de production : La Presse Télé
- Sociétés de distribution (pour la télévision) :
  -  Québec : VRAK.TV
- Producteur :
- Producteurs exécutifs :
- Créateurs : Émilie Gauvin, Catherine Paré, François-Étienne Paré, Yann Tanguay, Alexandre Villeneuve et Pierre-Yves Bernard
- Réalisatrice : Martine Boyer
- Auteurs principaux : Émilie Gauvin et Yann Tanguay
- Scénaristes : Gabriel Anctil, Luc André Bélanger, Pierre-Yves Bernard, Sarah Berthiaume, Valérie Caron, Marie-Pierre Ducharme, Émilie Gauvin, Kristine Metz, Rose Normandin, Catherine Paré, François-Étienne Paré, Geneviève Simard et Yann Tanguay
- Conseiller à la scénarisation : Pierre-Yves Bernard
- Musique :
- Pays d’origine :  Canada  Québec
- Langue : Français
- Genre : Comédie de situation
- Durée : 22-23 minutes

## Personnages

### Personnages principaux
- Fée Éric : C'est le seul fée masculin. S'il veut rester dans le monde des humains, Éric doit «marrainer» un humain et choisit Béatrice.  Le problème, il est un fée maladroit et incompétent. Il possède seulement un permis temporaire de magie et a le pouvoir, entre autres, de parler aux animaux. Il aime rire de Steeve, en particulier de ses cheveux. Lorsqu'il s'énerve et perd le contrôle, il marche en rond, à reculons, pour se calmer. Seul Béatrice et Steeve connaissent son secret. Il aura une petite histoire d'amour avec Océanne[2].

- Béatrice Béliveau : Le personnage féminin principal. Quelquefois impatiente, têtue et impulsive, mais positive, énergique et débrouillarde, Béatrice est passionnée par le cinéma et vient de quitter la campagne pour la ville afin de réaliser son rêve : redémarrer un vieux cinéma abandonné avec l'aide de son meilleur ami Steeve. Elle trouve des personnes pour former l'équipe technique afin d'assurer le succès de son cinéma. L'arrivée d'Éric, son fée marrain, bouleverse sa vie et celle de ses amis. Elle est la seule, avec Steeve, à connaître le secret d'Éric[3].

- Steeve Frenette : Auteur, compositeur et interprète en devenir, Steeve est le meilleur ami de Béatrice et le grand frère d'Élisabeth. C'est un gars très calme, drôle et qui a grande capacité d'adaptation. Il peut aussi être lunatique et un peu peureux par moments. Il a aussi la manie de manger tout le temps et de ne pas fermer la bouche, ce qui exaspère Béatrice.  Il est le seul, avec Béatrice, à connaître le secret d'Éric[4].

- Guylain-Guy "GG" Guay : Guylain-Guy est un gars sympathique et membre de l'équipe du cinéma, toujours prêt à aider, sauf les jours de Grandeur Nature (un Grandeur Nature est un événement qui dure quelques jours pendant lesquels des participants se réunissent pour vivre à la manière du Moyen Âge) puisqu'il en est très passionné. Il utilise souvent la mort de sa grand-mère comme excuse lorsqu'il veut s'échapper d'une situation[5].

- Vanessa Pelletier-Brodeur : Exubérante et spontanée, un peu égocentrique, Vanessa, membre de l'équipe du cinéma de Béatrice, chante, danse et joue la comédie. Elle a une peur obsessive des microbes et aime la beauté[6].

- Élisabeth Frenette : Élisabeth est la petite sœur de Steeve et elle ne pense qu'à l'argent.  Elle est étonnamment disciplinée, organisée, efficace et économe pour son âge.  Très sérieuse, elle connaît sur le bout de ses doigts le logiciel Comptable-Pro 2010[7].

## Épisodes

### Première saison (2012)
Diffusée sur VRAK.TV du 15 février 2012 au 23 mai 2012.
| №  | #  | Titre original                          | auteur(e)s                                                                                | Réalisateur         | Première diffusion |
| -- | -- | --------------------------------------- | ----------------------------------------------------------------------------------------- | ------------------- | ------------------ |
| 1  | 1  | Éric, un fée qui vous veut du bien      | Pierre-Yves Bernard, Émilie Gauvin, Catherine Paré, François-Étienne Paré et Yann Tanguay | Martine Boyer       | 15 février 2012    |
| 2  | 2  | Amours volages                          | Émilie Gauvin et Yann Tanguay                                                             | Martine Boyer       | 22 février 2012    |
| 3  | 3  | Mensonges et quenouilles                | Émilie Gauvin et Yann Tanguay                                                             | Martine Boyer       | 29 février 2012    |
| 4  | 4  | Profession vedette                      | Émilie Gauvin et Yann Tanguay                                                             | Martine Boyer       | 7 mars 2012        |
| 5  | 5  | Poppé le poney                          | Émilie Gauvin et Yann Tanguay                                                             | Sébastien Hurtubise | 14 mars 2012       |
| 6  | 6  | Fais ton cinéma                         | Kristine Metz et Geneviève Simard                                                         | Martine Boyer       | 14 mars 2012       |
| 7  | 7  | Les Vanessettes                         | Valérie Caron et Rose Normandin                                                           | Sébastien Hurtubise | 28 mars 2012       |
| 8  | 8  | Dans le dalot                           | Kristine Metz et Geneviève Simard                                                         | Martine Boyer       | 4 avril 2012       |
| 9  | 9  | Si la tendance se maintient             | Sarah Berthiaume et Marie-Pierre Ducharme                                                 | Martine Boyer       | 11 avril 2012      |
| 10 | 10 | Catapulte à tension                     | Émilie Gauvin, Catherine Paré, François-Étienne Paré et Yann Tanguay                      | Martine Boyer       | 18 avril 2012      |
| 11 | 11 | Fils à papa                             | Kristine Metz                                                                             | Martine Boyer       | 25 avril 2012      |
| 12 | 12 | Silence: on papillonne                  | Yann Tanguay                                                                              | Martine Boyer       | 2 mai 2012         |
| 13 | 13 | La Très, très charmante Steeve Frenette | Pierre-Yves Bernard                                                                       | Martine Boyer       | 9 mai 2012         |
| 14 | 14 | Alors on chante?                        | Geneviève Simard                                                                          | Sébastien Hurtubise | 16 mai 2012        |
| 15 | 15 | Le Combat des fées                      | Émilie Gauvin                                                                             | Martine Boyer       | 23 mai 2012        |

### Deuxième saison (2012)
Le 20 juin 2012, la série a été renouvelée pour une deuxième saison, diffusée à partir du 29 août 2012.
| №  | #  | Titre original                                      | auteur(e)s                    | Réalisateur          | Première diffusion |
| -- | -- | --------------------------------------------------- | ----------------------------- | -------------------- | ------------------ |
| 16 | 1  | Le Retour de Fée Éric                               | Yann Tanguay et Émilie Gauvin | Martine Boyer        | 29 août 2012       |
| 17 | 2  | Des paires de pères                                 | Yann Tanguay et Émilie Gauvin | Martine Boyer        | 5 septembre 2012   |
| 18 | 3  | La Fête à Pépé                                      | Yann Tanguay et Émilie Gauvin | Martine Boyer        | 12 septembre 2012  |
| 19 | 4  | Fée Vanessa                                         | Pierre-Yves Bernard           | Martine Boyer        | 19 septembre 2012  |
| 20 | 5  | Qui perd, gang                                      | Pierre-Yves Bernard           | Marie-Josée Lévesque | 26 septembre 2012  |
| 21 | 6  | La vita e bretzel                                   | Émilie Gauvin et Yann Tanguay | Marie-Josée Lévesque | 3 octobre 2012     |
| 22 | 7  | Employé recherché                                   | Yann Tanguay et Émilie Gauvin | Martine Boyer        | 10 octobre 2012    |
| 23 | 8  | Ma meilleure ennemie                                | Sylvain Ratté                 | Martine Boyer        | 17 octobre 2012    |
| 24 | 9  | Bébé à bord                                         | Kristine Metz                 | Marie-Josée Lévesque | 24 octobre 2012    |
| 25 | 10 | Fantôme et baby-foot                                | Pierre-Yves Bernard           | Marie-Josée Lévesque | 31 octobre 2012    |
| 26 | 11 | Et que ça saute, ma vieille!                        | Émilie Gauvin et Yann Tanguay | Martine Boyer        | 7 novembre 2012    |
| 27 | 12 | Chanter en travaillant                              | Émilie Gauvin et Yann Tanguay | Martine Boyer        | 9 janvier 2013     |
| 28 | 13 | Problèmes d'identité                                | Geneviève Simard              | Martine Boyer        | 16 janvier 2013    |
| 29 | 14 | Il faut sauver Vanessa!                             | Pierre-Yves Bernard           | Martine Boyer        | 23 janvier 2013    |
| 30 | 15 | Frisé, frisou                                       | Émilie Gauvin et Yann Tanguay | Martine Boyer        | 30 janvier 2013    |
| 31 | 16 | Le Monde parallèle un peu croche de Steeve Frenette | Pierre-Yves Bernard           | Martine Boyer        | 6 février 2013     |
| 32 | 17 | C'est ma place!                                     | Kristine Metz                 | Marie-Josée Lévesque | 13 février 2013    |
| 33 | 18 | Éric "fée" son cupidon                              | Émilie Gauvin et Yann Tanguay | Marie-Josée Lévesque | 20 février 2013    |
| 34 | 19 | L'argent ne fait pas le beau-père                   | Émilie Gauvin et Yann Tanguay | Martine Boyer        | 27 février 2013    |
| 35 | 20 | Pris au jeu                                         | Robin Balzano                 | Martine Boyer        | 6 mars 2013        |
| 36 | 21 | Histoires d'amour avec narrateur                    | Pierre-Yves Bernard           | Martine Boyer        | 13 mars 2013       |
| 37 | 22 | Carolanne contre-attaque                            | Émilie Gauvin et Yann Tanguay | Martine Boyer        | 20 mars 2013       |
| 38 | 23 | Chef de meute par intérim                           | Émilie Gauvin et Yann Tanguay | Marie-Josée Lévesque | 27 mars 2013       |
| 39 | 24 | Boys vs. Girls : l'ultime défi                      | Pierre-Yves Bernard           | Marie-Josée Lévesque | 3 avril 2013       |
| 40 | 25 | C'est pas ce que tu penses!                         | Pierre-Yves Bernard           | Martine Boyer        | 10 avril 2013      |
| 41 | 26 | Le passé refait surface                             | Émilie Gauvin et Yann Tanguay | Martine Boyer        | 17 avril 2013      |

### Troisième saison (2013)
Diffusée sur VRAK.TV du 28 août 2013 au 2 avril 2014.
| №  | #  | Titre original                     | auteur(e)s                              | Réalisateur          | Première diffusion |
| -- | -- | ---------------------------------- | --------------------------------------- | -------------------- | ------------------ |
| 42 | 1  | Corps étranger                     | Émilie Gauvin et Yann Tanguay           | Martine Boyer        | 28 août 2013       |
| 43 | 2  | Je suis un fée, ouin, c'est ça!    | Émilie Gauvin et Yann Tanguay           | Martine Boyer        | 4 septembre 2013   |
| 44 | 3  | Vidéo virale                       | Émilie Gauvin et Yann Tanguay           | Marie-Josée Lévesque | 11 septembre 2013  |
| 45 | 4  | Horreur des films de peur          | Gabriel Anctil et Luc André Bélanger    | Martine Boyer        | 18 septembre 2013  |
| 46 | 5  | Mon cauchemar d'amour              | Émilie Gauvin et Yann Tanguay           | Martine Boyer        | 25 septembre 2013  |
| 47 | 6  | Que le party pogne !               |                                         |                      | 2 octobre 2013     |
| 48 | 7  | Gagner ses épaulettes              |                                         |                      | 9 octobre 2013     |
| 49 | 8  | La Divine devine                   |                                         |                      | 16 octobre 2013    |
| 50 | 9  | Qui a peur de Fée Éric ?           |                                         |                      | 23 octobre 2013    |
| 51 | 10 | Dérapages en commun                |                                         |                      | 30 octobre 2013    |
| 52 | 11 | Un-deux, testing, T-Bone           |                                         |                      | 6 novembre 2013    |
| 53 | 12 | Vendre ou ne pas vendre            |                                         |                      | 13 novembre 2013   |
| 54 | 13 | Le Jeu de l'amour et de la cuisine |                                         |                      | 20 novembre 2013   |
| 55 | 14 | À fond la magie!                   |                                         |                      | 8 janvier 2014     |
| 56 | 15 | En forme avec Fafane               |                                         |                      | 15 janvier 2014    |
| 57 | 16 | Go, Géo, go!                       | Julie Tremblay-Sauvé et Frédérick Wolfe | Martine Boyer        | 22 janvier 2014    |
| 58 | 17 | Faque tu penses que tu sais danser |                                         |                      | 29 janvier 2014    |
| 59 | 18 | Éric "fée" l'humain                |                                         |                      | 5 février 2014     |
| 60 | 19 | Cupidon de fortune                 |                                         |                      | 12 février 2014    |
| 61 | 20 | La Magie des Olympiques            |                                         |                      | 19 février 2014    |
| 62 | 21 | Le Van Show                        | Gabriel Anctil et Luc André Bélanger    |                      | 26 février 2014    |
| 63 | 22 | La Prophétie                       |                                         |                      | 5 mars 2014        |
| 64 | 23 | New York, New York                 |                                         |                      | 12 mars 2014       |
| 65 | 24 | Chacun cherche son singe           |                                         |                      | 19 mars 2014       |
| 66 | 25 | Qui mène le bal?                   |                                         |                      | 26 mars 2014       |
| 67 | 26 | X-Fée: le duel                     |                                         |                      | 2 avril 2014       |